# مسجد الجمعة (زنجبار)
مسجد الجمعة هو مسجد في مدينة زنجبار الحجرية في زنجبار في تنزانيا. تم تجديد المسجد بالكامل في عام 1994 على الطراز العربي الحديث.